# گوجه (ترکیه)
گوجه (به ترکی استانبولی: Güce) یک منطقهٔ مسکونی در ترکیه است که در استان گره‌سون واقع شده‌است. گوجه ۳۴۰ متر بالاتر از سطح دریا واقع شده‌است.